# Fritz Habeck
Fritz Habeck (* 8. September 1916 in Neulengbach, Niederösterreich; † 16. Februar 1997 in Baden bei Wien) war ein österreichischer Erzähler, Dramatiker, Jugendbuchautor, Übersetzer, Theaterdirektor, Lektor und Jurist.
Er veröffentlichte seinen ersten Roman in jungen Jahren über Francois Villon. 1955 wurde sein zeitgeschichtlicher Roman über eine Wiener Familie vorgestellt. Er verfasste hauptsächlich historische und zeitkritische Romane sowie Jugendbücher, Hörspiele, Drehbücher und Theaterstücke. Ende der 1950er Jahre wurde er auch durch seine Kriminalgeschichten bekannt, die er unter dem Pseudonym Glenn Gordon publizierte.

## Leben
Fritz Habeck wurde am 8. September 1916 in Neulengbach geboren und besuchte ab 1922 die Volksschule in Neulengbach, 1924 zog die Familie nach Mödling. Bereits 1926 schrieb er ein 30 Maschinschriftseiten umfassendes Nibelungendrama. Ab 1927 kam er in das Realgymnasium in Mödling, ging aber 1930 nach Wien, wo er das renommierte Gymnasium Stubenbastei besuchte. Den Bürgerkrieg 1934 kannte er aus eigener Erfahrung: 17 Gewehrschüsse trafen seine Wohnung.
1935 schloss er das Gymnasium mit der Matura ab und begann ein Jus-Studium in Wien. 1936 bis 1937 arbeitete er an einem Roman über François Villon. 1937 diente er als „Einjähriger“ im Österreichischen Bundesheer. Durch den Einmarsch 1938 verlängerte sich sein Einjähriges um ein weiteres Jahr. Mit Beginn des Zweiten Weltkriegs 1939 nahm er am Überfall auf Polen teil und wurde 1940 zum Leutnant befördert. Er überlebte 1942 die Schlacht von Stalingrad und geriet 1944 bei der Invasion der Normandie in amerikanische Kriegsgefangenschaft.
1946 kehrte er nach Wien zurück, heiratete seine erste Frau, Herta, und bezog eine Wohnung im 19. Wiener Gemeindebezirk Döbling, Armbrustergasse 10, wo er bis 1977 lebte, ehe er nach Baden bei Wien übersiedelte. Er arbeitete als freier Journalist und Regieassistent beim Theater in der Josefstadt. 1947 wurde er Dramaturg und stellvertretender Direktor der Renaissancebühne. Aufgrund der Theaterkrise 1948 nahm er sein Jus-Studium wieder auf, heiratete in zweiter Ehe Lotte und wurde 1950 zum Doctor juris promoviert. 1950 bis 1951 arbeitete er im Winter in Tirol als Hoteldirektor. 1950 bis 1952 führte er einen Briefwechsel mit Ernest Hemingway. Nach seiner Scheidung heiratete er 1951 Gerda Vilsmeier. 1951 bis 1953 war er als freier Schriftsteller tätig, 1953 bis 1955 war er Generalsekretär des Österreichischen Schriftstellerverbandes. 1953 wurde er Leiter des Funkstudios beim Sender Wien. Unter anderem schrieb Fritz Habeck das Drehbuch für den Film Der letzte Akt.
1962 kaufte er ein Bauernhaus im Mühlviertel, wo seine Vorfahren seit 1362 ansässig gewesen waren. Von 1968 bis 1977 war er Leiter der Literaturabteilung des Senders Wien, von 1978 bis 1980 Präsident des Österreichischen P.E.N.-Clubs. Nach seinem Ableben 1997 wurde er am Sieveringer Friedhof bestattet. Das Grab wurde mittlerweile aufgelassen und Fritz Habeck in die Familienkapelle ins Mühlviertel überführt.
Habeck war seit 1953 Mitglied der Freimaurerloge Zukunft, ab 1972 affiliert in der Loge Sapientia und 1980 Gründungsmitglied der Loge Aux Trois Canons.

## Auszeichnungen
- 1949 Goethe-Stipendium
- 1960 und 61 Preis der Stadt Wien
- 1963 Staatspreis
- 1963 Kinderbuchpreis der Stadt Wien
- 1963 Anton-Wildgans-Preis
- 1973 Adalbert Stifter-Preis
- 1982 Literaturpreis der Stadt Wien
- 1996 Manès-Sperber-Preis
- Ehrenkreuz für Kunst und Wissenschaft I. Klasse

## Bibliographie
Biographie
- Johannes Beer. Stiasny, Graz 1947.

Romane
- Der Scholar vom linken Galgen. 1941.
- Der Tanz der sieben Teufel. 1950.
- Das Boot kommt nach Mitternacht. 1951.
- Das zerbrochene Dreieck. 1953.
- Das Rätsel des blauen Whisky. 1956.
- Das Rätsel der kleinen Ellipsen.
- Das Rätsel des einarmigen Affen.
- Das Rätsel der müden Kugel.
- Ronan Gobain. Zsolnay, Wien 1956.
- Der Ritt auf dem Tiger. 1958.
- Der verliebte Österreicher oder Johannes Beer. 1961.
- Der Piber. 1965.
- Der schwarze Mantel meines Vaters. 1976.
- Wind von Südost. 1979.
- Der Gobelin. 1982.
- Der General und die Distel. 1985.
- Die drei Kalender. 1986.
- Was soll’s, ist ja Fasching! Verlag Bibliothek der Provinz, Weitra 1991, ISBN 3-900878-18-8.
- Meine Zeit vor dem Erwachen. Autobiographie I. Hg. von Andreas Weber und Helmuth A. Niederle. edition pen im Löcker Verlag, Wien 2019, ISBN 978-3-85409-921-5.

Erzählungen
- Verlorene Wege. Fleischmann, Wien 1947.
- Gedanken in der Nacht. Erzählungen 1948–1958. Hg. von Andreas Weber, Verlag Bibliothek der Provinz, Weitra 1995, ISBN 3-85252-091-6.

Jugendbücher
- Villon. 1953.
- Der Kampf um die Barbacane. 1960.
- Die Stadt der grauen Gesichter. 1961.
- Der einäugige Reiter. 1963.
- König Artus.
- Die Insel über den Wolken. 1965. (bearbeitet als Hörfunkerzählung „Mister Cakesberry und Kondwiramur“)
- Aufstand der Salzknechte. 1967.
- Marianne und der wilde Mann. 1968.
- Taten und Abenteuer des Dr. Faustus, erzählt von einem Magister der Hohen Schule. 1970. (rororotfuchs, Reinbek bei Hamburg 1974, ISBN 3-499-20065-1)
- Schwarzer Hund im goldenen Feld. 1973.

Dramen
- Zwei und zwei ist vier. 1948.
- Baisers mit Schlag. 1950.
- Der Floh und die Jungfrau. 1953.
- Marschall Ney. 1952.
- Aufstand der Salzknechte.

Filmdrehbücher
- Der letzte Akt.